# Les Expériences sexuelles de Flossie
Pour les articles homonymes, voir Flossie.
Pour plus de détails, voir Fiche technique et Distribution.
Les Expériences sexuelles de Flossie (Flossie) est un film suédois écrit et réalisé par Mac Ahlberg et sorti en 1974. 

## Synopsis
Une étudiante suédoise et son amie (Flossie et Ylette) rencontrent un employé d'ambassade (Jack) à qui elles font part de leurs premières expériences amoureuses et sexuelles.

## Fiche technique
- Titre original : Flossie
- Titre en français : Les Expériences sexuelles de Flossie[1]
- Réalisation : Mac Ahlberg (sous le nom de Bert Torn)
- Scénario : Mac Ahlberg (sous le nom de Bert Torn)
- Producteur : Inge Ivarson
- Production : Filminvest AB
- Musique : Janne Schaffer
- Montage : Werner Johansson
- Pays d'origine :  Suède
- Langue : Suédois
- Lieux de tournage : château d'Engholms (sv), Mörkö (sv), Suède.
- Genre : Drame, romance, érotique
- Durée : 88 minutes (1 h 28)
- Sortie :
  - Allemagne de l'Ouest : 23 octobre 1974
  - Suède : 9 décembre 1974
  - France : 16 avril 1975

## Distribution
- Marie Forså : Flossie (créditée comme Maria Lynn)
- Anita Ericsson (sv) : Ylette / la camarade de classe de Flossie (créditée comme Anita Andersson)
- Jack Bjurquist (sv) : Jack Archer (crédité comme Jack Frank)
- Maija-Liisa Bjurquist (sv) : Eva (créditée comme Kim Frank)
- Gunilla Göransson : la professeure
- Lars Dahlgård : Georg
- Marianne Larsson : Fanny
- Karl Göransson : l'ouvrier agricole
- Gösta Bergkvist (sv) : le confesseur catholique
- Rune Hallberg (sv) : Robert, l'ami de Jack
- Irene Lindholm : la petite amie d'Eva
- Ulla Sandö
- Inger Sundh (sv)